# 1207 pr. n. št.

## Smrti
- Arnuvanda III.,  kralj Hetitov (* ni znano)